# Néstor Ortigoza
Néstor Ezequiel Ortigoza (7 d'octubre del 1984 a San Antonio de Padua, Argentina) és un futbolista paraguaià que juga de centrecampista pel San Lorenzo de Almagro a la primera divisió argentina de futbol.

## Carrera
Ortigoza va començar la seva carrera en el 2004, jugant per l'Argentinos Juniors. En el 2005 hi va tenir una cessió breu en el Nueva Chicago abans de tornar-hi a l'Argentinos. En el 2007 començà a establir-se com un membre important del primer equip i el 2009 es va convertir en un element quasi permanent del planter del primer equip després del nomenament de Claudio Borghi com l'entrenador d'Argentinos Juniors.
Ortigoza va ser un membre rellevant de l'equip de l'Argentinos Juniors que va guanyar el campionat de Clausura del 2010. Ell va jugar en 17 dels 19 partits de l'equip i va marcar 3 gols durant la seva campanya guanyadora del campionat, sent capità del seu equip i elegit Futbolista de l'Any a l'Argentina.
En el 2011, San Lorenzo va comprar-se'l a l'Argentinos Juniors per 2.200.000 $ i va signar al jugador per tres temporades. El 2012 fou cedit al Emirates Club.
Ha estat internacionals amb la selecció paraguaiana. Participà en el Mundial de 2010.